# Suicide Silence
I Suicide Silence sono un gruppo musicale statunitense formatosi a Riverside nel 2002.

## Storia del gruppo
Nel 2007 la band firma un contratto con la Century Media, con la quale pubblica il suo primo album in studio, intitolato The Cleansing e uscito nel settembre dello stesso anno. L'album è stato registrato con il produttore John Travis (Static-X) assieme a Tue Madsen (Himsa, The Haunted) che ha curato la parte del missaggio. L'album ha debuttato al numero 94 della Billboard 200, vendendo 7 250 copie la prima settimana, diventando così l'album di debutto pubblicato dalla Century Media ad aver ottenuto la miglior posizione nella storia della classifica.
Prima di firmare con la Century Media la band aveva prodotto solo un EP chiamato Suicide Silence.

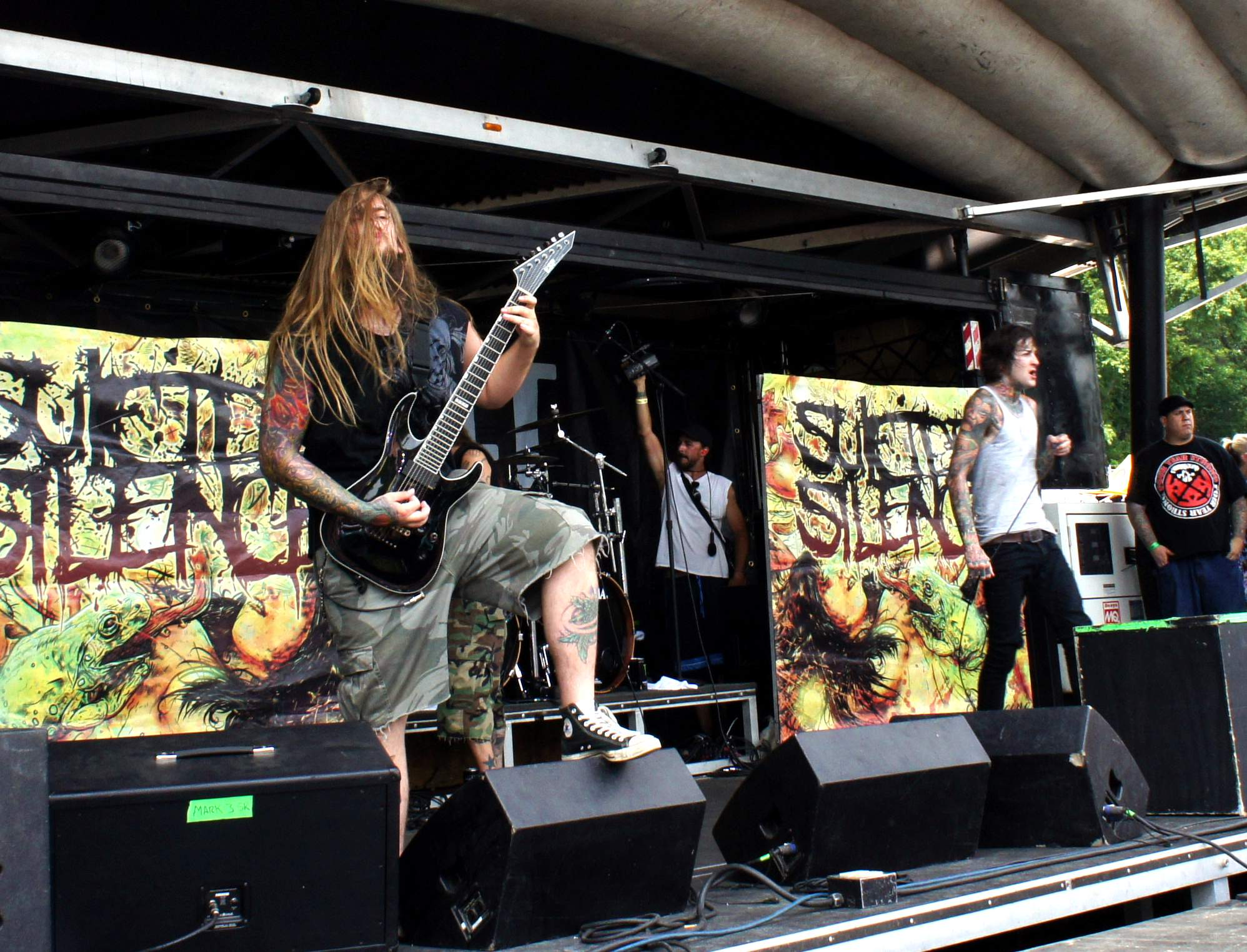
I Suicide Silence al Warped Tour 2010, con Mitch Lucker

I Suicide Silence intrapresero un tour con i Darkest Hour, gli August Burns Red e gli Unearth dal 27 settembre fino al 28 ottobre 2007, e con To Kill, Bury Your Dead e Parkway Drive dal 18 aprile al 10 maggio 2008.
Il 30 giugno 2009 pubblicano il secondo album in studio No Time to Bleed.
Il 12 luglio 2011 pubblicano il loro terzo album chiamato The Black Crown, distribuito da EMI.
Il 10 settembre 2012 il gruppo annuncia di aver firmato con la Nuclear Blast. Il 1º novembre dello stesso anno viene tuttavia annunciata dalla band la morte del loro cantante, Mitch Lucker, in seguito a un incidente motociclistico.
Il 2 ottobre 2013 viene caricato un segmento di un minuto su YouTube di You Only Live Once, dove canta il vocalist degli All Shall Perish Hernan "Eddie" Hermida. Due giorni dopo viene ufficialmente annunciato il suo ingresso nel gruppo; in precedenza aveva eseguito dal vivo con i membri della band la canzone Slaves to Substance durante il The Mitch Lucker Memorial Show del 21 dicembre 2012, un concerto di beneficenza organizzato in onore del defunto vocalist Mitch Lucker.
Nell'aprile 2014 viene annunciato che la band pubblicherà il suo quarto album il 15 luglio, il primo con la Nuclear Blast, e che il titolo sarà You Can't Stop Me.
Nel gennaio del 2017 la band pubblica sul canale YouTube due tracce come anticipazione per il successivo album: Doris e Silence. Il quinto album in studio, l'eponimo Suicide Silence, uscito il 24 febbraio seguente, incorpora maggiori sonorità nu metal rispetto ai precedenti lavori.
Il 21 ottobre del 2019 il gruppo annuncia il sesto album in studio, dal titolo Become the Hunter e successivamente pubblicato il 14 febbraio 2020. Nel 2023 esce il settimo album di inediti Remember... You Must Die.

## Formazione
Formazione attuale
- Hernan "Eddie" Hermida – voce (2012–presente)
- Chris Garza – chitarra ritmica (2002–presente)
- Mark Heylmun – chitarra solista (2005–2018, 2019–presente)
- Dan Kenny – basso (2008–presente)

Ex componenti
- Tanner Womack – voce (2002)
- Mitch Lucker – voce (2002–2012)
- Rick Ash – chitarra (2002–2005)
- Mike Bodkins – basso (2002–2008)
- Josh Goddard – batteria (2002–2006)
- Alex Lopez – batteria (2006–2022)

Turnisti
- Mike "Lonestar" Carrigan - chitarra solista (2018–2019)
- Ernie Iniguez - batteria (2019; 2022–presente)

## Discografia

### Album in studio
- 2007 – The Cleansing
- 2009 – No Time to Bleed
- 2011 – The Black Crown
- 2014 – You Can't Stop Me
- 2017 – Suicide Silence
- 2020 – Become the Hunter
- 2023 – Remember... You Must Die

### Singoli
- 2007 – The Price of Beauty
- 2008 – Bludgeoned to Death
- 2008 – Unanswered
- 2009 – Wake Up
- 2009 – Genocide
- 2010 – Disengage
- 2011 – You Only Live Once
- 2014 – Cease to Exist
- 2017 - Doris
- 2017 - Silence
- 2019 - Meltdown
- 2019 - Love Me to Death
- 2019 - Feel Alive
- 2020 - Two Steps
- 2022 - Thinking in Tongues
- 2022 - You Must Die
- 2022 - Capable of Violence (N.F.W.)
- 2022 - Alter of Self
- 2023 - Dying Life

## Videografia

### Video musicali
- 2007 – The Price of Beauty
- 2007 – No Pity for a Coward
- 2008 – Unanswered
- 2008 – Bludgeoned
- 2009 – Wake Up
- 2009 – Genocide
- 2010 – Disengage
- 2011 – You Only Live Once
- 2012 – Slaves to Substance
- 2012 – Fuck Everything
- 2014 – You Can't Stop Me
- 2017 - Doris
- 2017 - Silence
- 2017 - Dying in a Red Room
- 2019 - Meltdown
- 2019 - Love Me to Death
- 2019 - Feel Alive
- 2020 - Two Steps
- 2022 - Thinking in Tongues
- 2022 - You Must Die
- 2022 - Capable of Violence (N.F.W.)
- 2022 - Alter of Self
- 2023 - Dying Life